# スコシアプレート

（凡例） - 南極プレートと南アメリカとの間、青緑色の部分がスコシアプレートである。

スコシアプレートは、スコシア海および周辺諸島の海底地殻及びマントル上方のリソスフェアを形成する、海洋プレートである。スコチアプレートとも表記する。

## 歴史
南アメリカ大陸が大西洋中央海嶺を境に西に移動していくのと同時に、サウスサンドウィッチ海溝への南アメリカプレートの沈み込みが続いた。これにより、背弧海盆が拡大してスコシア海は東に拡大し、ペルー・チリ海溝とサウスサンドウィッチ海溝との距離が遠くなっていった。
この結果として歪みが生じたために、やがてペルー・チリ海溝はスコシア海西縁まで延長して、プレートが分裂し、スコシアプレートができたと考えられている。

## 周辺のプレートとの関係
ペルー・チリ海溝の南端部分、ムニョス・ガメロ半島以南がスコシアプレートと南極プレートの境界である。その境界線は南極半島の北方沖まで伸びているものの、途中から海溝が浅くなり、単なる衝突型境界に変わる。南極半島沖からサウスサンドウィッチ諸島南岸までは南スコシア海嶺で、ここも南極プレートとの境界である。
サウスサンドウィッチ諸島の東方沖では南アメリカプレートがスコシアプレートの下に沈み込んでおり、サウスサンドウィッチ海溝を形成している。また、この沈み込みによってサウスサンドウィッチ諸島の火山ができ、さらに、島弧の西側に位置する東スコシア海嶺が拡大して背弧海盆が形成されている。
サウスサンドウィッチ諸島の北岸からは衝突型境界が西に伸びており、途中からトランスフォーム断層に変わって、フエゴ島南東部やマゼラン海峡西部などを横切り、ペルー・チリ海溝に達する。ここは南アメリカプレートとの境界である。

## 参考資料
- PALEOMAP project